# Педран
Педран (порт. Pedrão)  —  муниципалитет в Бразилии, входит в штат Баия. Составная часть мезорегиона Северо-центральная часть штата Баия. Входит в экономико-статистический микрорегион Фейра-ди-Сантана. Население составляет 6728 человек на 2006 год. Занимает площадь 172,458 км². Плотность населения — 39,0 чел./км².

## Статистика
- Валовой внутренний продукт на 2003 год составляет 13 082 100,00 реалов (данные: Бразильский институт географии и статистики).
- Валовой внутренний продукт на душу населения на 2003 год составляет 1939,53 реалов (данные: Бразильский институт географии и статистики).
- Индекс развития человеческого потенциала на 2000 год составляет 0,627 (данные: Программа развития ООН).